# Цистектомія
Цистектомія — метод оперативного лікування, за якого видаляють кісту.
Наприклад, у стоматології видаляють зовнішню (передню) стінку кісти, разом з прилеглою до неї кісткою, а наявну внутрішньокісткову порожнину сполучають із присінком рота.

## Покази

### Стоматологія
1. Великі кісти верхньої щелепи, які проростають у верхньощелепну пазуху з руйнуванням кісткового дна порожнини носа і піднебінної пластинки;
2. Великі кісти нижньої щелепи із значним стоншенням кісткових стінок;
3. Похилий вік або навність важких супутніх захворвань;
4. Гематологічні захворювання;
5. Змінний прикус, коли при спробі повного видалення кісти можливе травмування фолікула постійного зуба.[1]